# Anoplagonus inermis
Anoplagonus inermis és una espècie de peix pertanyent a la família dels agònids.

## Descripció
- Fa 15 cm de llargària màxima.
- Aleta dorsal petita.
- Aleta caudal ben arrodonida.
- Aleta anal petita.[5][6]

## Depredadors
A Alaska és depredat per Hippoglossus stenolepis.

## Hàbitat
És un peix marí, demersal i de clima temperat que viu entre 8 i 102 m de fondària.

## Distribució geogràfica
Es troba al Pacífic nord: des del mar de Bering fins a Point Arena (nord de Califòrnia, els Estats Units).

## Observacions
És inofensiu per als humans.